# Palillos
Los palillos, también conocidos como palillos chinos, palitos, palitos chinos, son un par de pequeños palos rectos de similar longitud, son los utensilios tradicionales usados para comer en Asia oriental (China, Japón, Corea del Norte, Corea del Sur y Vietnam), así como en Tailandia, donde están limitados solo a las sopas y los fideos desde que el rey Rama V introdujera en el siglo XIX los cubiertos occidentales. Los palillos se fabrican normalmente de madera, bambú, metal, hueso, marfil y actualmente también de plástico. En el palacio imperial chino se usaban palillos de plata para detectar veneno en las comidas reales.

## Origen
La palabra china actual para los palillos es Kuài Zi (筷子) o Kuài'er (筷兒), que se puede traducir aproximadamente como «ligero [y] pequeño bambú». Sin embargo, esta no fue realmente la denominación original del término primigenio, siendo justamente el hanzi zhù (箸), el señalado para nombrar al instrumento culinario. Con el paso de los siglos y el tabú establecido en torno a este último hanzi, se comenzó a utilizar la forma kuài (筷), que ya únicamente quedaría vigente con pleno uso en países como Corea, Japón y Vietnam, junto con zonas del sureste de China, en las que aún hoy se utiliza zhù (箸), como en el caso del dialecto mǐn nán (閩南語), al sur de la actual Fújiàn (福建). La intencionalidad de modificar la nomenclatura original, puede estar basada en el hecho de que mantiene una fonética similar a la del carácter zhù (住) o zhù (駐), los cuales se interpretaban como «estacionamiento», «detención» «parada», lo que podría implicar directamente una contradicción con la propia naturaleza de la herramienta aludida.

## Uso
Sujetos entre el pulgar y los demás dedos de la mano derecha, se usan como pinzas para coger porciones de la comida, que se lleva a la mesa preparada en pequeños trozos cortados al efecto, o para arrastrar el arroz y otras pequeñas partículas de comida a la boca desde el cuenco. Muchas normas de etiqueta dictan el correcto uso de los palillos.
Tradicionalmente los palillos se sujetan solo en la mano derecha, incluso por los zurdos. (En el Extremo Oriente, así como en los países musulmanes, la mano izquierda se usa para las actividades higiénicas y la derecha para comer). En la actualidad, los prejuicios en contra de comer con la mano izquierda están debilitándose, y por ello los palillos pueden sujetarse con cualquier mano.
Los palillos son de diseño sencillo: simplemente dos varillas delgadas (siendo las áreas de los extremos inferiores a un centímetro cuadrado, y variando la longitud), una ligeramente menor que la otra. Los extremos más pequeños son los que tocan la comida. En la práctica, su uso es una costumbre adquirida que suele exigir cierta experiencia. Además la comida asiática, que suele prepararse en trocitos más adecuados para cogerlos con pinza que para cortarlos o trocearlos, está generalmente adaptada para ser comida con palillos. Por ejemplo, el arroz suele prepararse en Oriente de forma que quede pegajoso, mientras que el preparado según recetas occidentales tiende a ser "suelto", siendo particularmente difícil de comer con palillos.

### Como utensilios de cocina

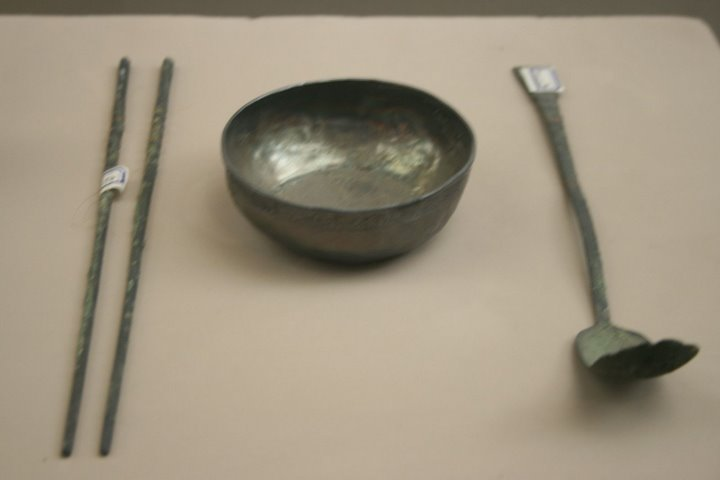
Palillos, cuchara y cuenco de plata de la dinastía Song.

Los primeros palillos se utilizaban para cocinar, atizar el fuego, servir o coger trozos de comida, y no como utensilios para comer. Una razón fue que antes de la dinastía Han, el mijo predominaba en el norte de China, Corea y partes de Japón. Mientras que los palillos se usaban para cocinar, las gachas de mijo se comían con cucharas en esa época.: 29-35   El uso de palillos en la cocina continúa hasta el día de hoy.
Ryōribashi (料理箸) son palillos de cocina japoneses que se utilizan en la cocina japonesa. Se utilizan en la preparación de comida japonesa y no están diseñados para comer. Estos palillos permiten manipular alimentos calientes con una mano y se utilizan como palillos normales. Estos palillos tienen una longitud de 30 centímetros (12 pulgadas) o más y se pueden unir con una cuerda en la parte superior. Suelen estar hechos de bambú. Sin embargo, para freír se prefieren los palillos de metal con mangos de bambú, ya que las puntas de los palillos de bambú normales se decoloran y se vuelven grasosas después de su uso repetido en aceite caliente. Los mangos de bambú protegen del calor.
De manera similar, los cocineros vietnamitas usan Đũa cả (𥮊奇) o "grandes palillos" para cocinar y para servir arroz de la olla.

### Como utensilios para comer

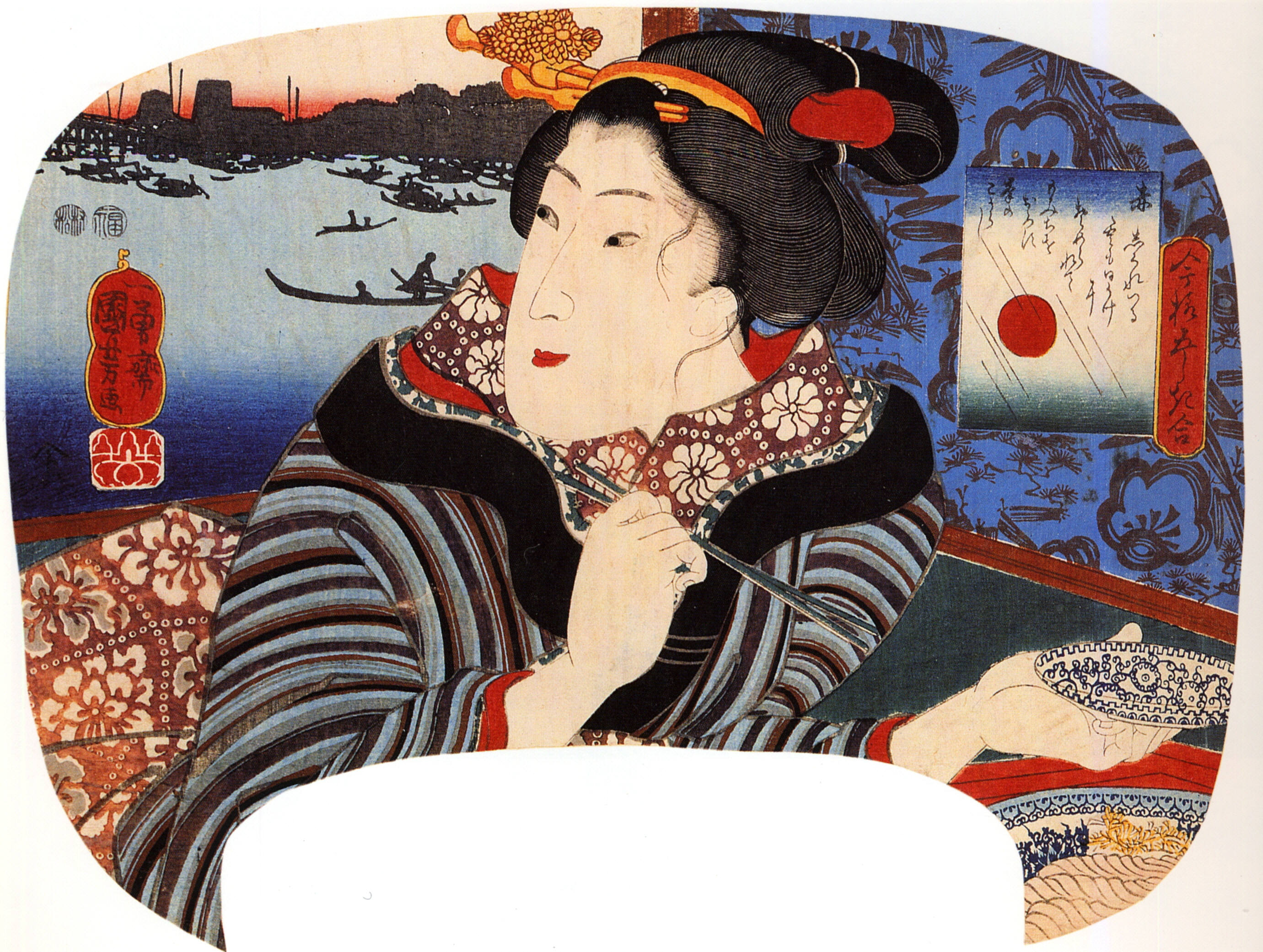
Una pintura de una mujer japonesa usando palillos, de Utagawa Kuniyoshi.

Los palillos comenzaron a utilizarse como utensilios para comer durante la dinastía Han, a medida que aumentaba el consumo de arroz. Durante este período, las cucharas continuaron utilizándose junto con los palillos como utensilios para comer en las comidas. No fue hasta la dinastía Ming que los palillos se utilizaron exclusivamente para servir y comer. Luego adquirieron el nombre kuaizi y la forma actual.: 6-8 

### Propagación por todo el mundo
El uso de palillos como utensilios para cocinar y comer se extendió por todo el este y sudeste de Asia con el tiempo. Académicos como Isshiki Hachiro y Lynn White han observado cómo el mundo estaba dividido en tres costumbres gastronómicas o esferas culturales alimentarias. Están los que comen con los dedos, los que usan tenedores y cuchillos, y luego está la "esfera cultural de los palillos", formada por China, Japón, Corea y Vietnam.: 1-3, 67-92 
A medida que los chinos étnicos emigraron, extendieron el uso de palillos como utensilios para comer a países del sur y sudeste asiático, incluidos Brunéi, Camboya, Laos, Nepal, Malasia, Myanmar, Singapur y Tailandia. En Singapur y Malasia, los chinos étnicos consumen tradicionalmente todos los alimentos con palillos, mientras que los indios y malayos étnicos (especialmente en Singapur) usan palillos principalmente para consumir platos de fideos. En general, el uso de palillos, cuchara o tenedor es intercambiable en estas regiones. En Laos, Myanmar, Tailandia y Nepal los palillos generalmente se utilizan únicamente para consumir fideos.: 1–8 
De manera similar, los palillos se han vuelto más aceptados en relación con la comida asiática en todo el mundo, en Hawái, la costa oeste de América del Norte y en ciudades con comunidades asiáticas de ultramar en todo el mundo.
La primera referencia europea a los palillos aparece en la Suma Oriental portuguesa de Tomé Pires, quien escribió en 1515 en Malaca: "Ellos [los chinos] comen con dos palos y un cuenco de barro o porcelana en la mano izquierda, cerca de la boca, con los dos palos para sorber. Esta es la manera china."

## Tipos

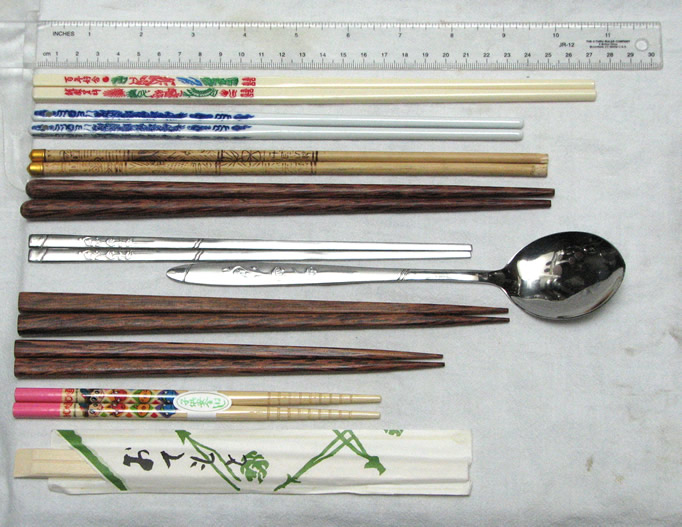
Varios tipos de palillos. De arriba abajo:
• Regla de 30,5 cm (12 pulgadas) (para escala)
• Palillos chinos de melamina
• Palillos chinos de porcelana
• Palillos de bambú tibetanos
• Palillos vietnamitas de madera de palma
• Palillos planos coreanos de acero inoxidable
• Cuchara coreana a juego en un sujeo
• Juego de pareja de madera de palma japonesa (dos pares)
• Palillos japoneses para niños
• Palillos de bambú desechables de Japón (en envoltorio de papel)

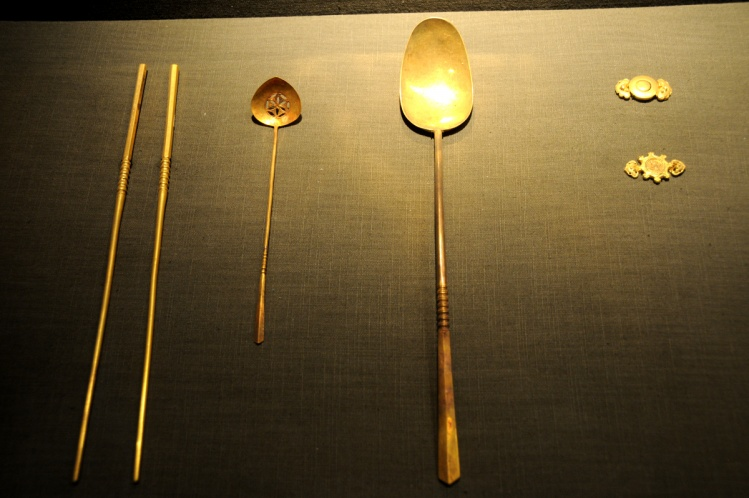
Un par de palillos de oro y dos cucharas de la dinastía Ming.

Hay varios tipos principales de palillos:
- Chinos: palillos largos de madera que se estrechan en una punta redonda.
- Japoneses: palillos largos de madera que se estrechan en un extremo puntiagudo.
- Coreanos: palillos cortos de metal que se estrechan en un extremo romo, aunque también los hay de madera.
- Vietnamitas: palillos medianos, normalmente planos que se estrechan en un extremo romo, tradicionalmente de madera pero actualmente también de plástico.
  - Đũa cả es un palillo plano grande que se usa para servir el arroz desde una olla .

También hay palillos especiales para cocinar o servir la comida, mucho más largos que los normales. En Japón se les llama saibashi (菜箸).

## Modo de uso
1. Poner un palillo entre la palma y la base del pulgar, usando el dedo anular (el cuarto) para sujetar la parte inferior del palillo. Con el pulgar, empújese el palillo hacia abajo mientras el dedo anular lo sujeta hacia arriba. El palillo debe quedar inmóvil y muy estable.
2. Usar las puntas de los dedos pulgar, índice y corazón para sujetar el otro palillo como un lápiz. Las puntas de los dos palillos deben quedar alineados.
3. Girar el palillo superior arriba y abajo hacia el palillo fijo inferior. Con este movimiento puede cogerse comida de tamaño sorprendente.
4. Con suficiente práctica, los dos palillos actúan como un par de pinzas.

Truco: Para un manejo más fácil al principio, sujetar los palillos por su punto medio, como haría un niño. Si se tiene destreza, sujetar los palillos por los extremos superiores para un mayor alcance y aspecto más adulto.
Si no se alinean las puntas, será difícil sujetar las cosas. Para ello, sujétense los palillos verticales con uno de los extremos tocando ligeramente la mesa, y empújense suavemente hacia abajo o déjeselos resbalar entre los dedos hasta que queden alineados. De esta forma también puede corregirse la sujeción y posición en la mano.
Con práctica, es posible realizar los anteriores pasos uno y dos simultáneamente, tomando los palillos con una mano, con un único movimiento fluido y continuo, corrigiendo la sujeción de ser necesario.

## Etiqueta general
- Los palillos deben tener el menor contacto posible con la boca. Es de mala educación chupar el extremo de los palillos.
- Si hay cucharas para servir o palillos comunes con la fuente de servir, usa estos para llevar la comida a tu plato o cuenco antes de usar tus propios palillos. En China, sin embargo, no es raro que uno use sus propios palillos para tomar la comida de la fuente. Con frecuencia esto resulta alarmante para los que no están familiarizados con la costumbre.
- Tras haber cogido una porción de comida, esta es tuya. No debes devolverla al plato. (Así que haz tu elección antes de levantar los palillos).
- Suele ser de buena educación servir la mejor porción de comida al cuenco de tus invitados. (Ten cuidado con esta práctica, pues mucha gente sigue alguna clase de dieta especial y puede ser difícil elegir comida acorde a los gustos de tus invitados). Además suele preferirse por motivos higiénicos usar el utensilio de servir a tus propios palillos para esta tarea.
- Nunca dejes los palillos clavando el extremo puntiagudo en un tazón de arroz. Este gesto es un recuerdo de ofrendas ancestrales que puede considerarse irrespetuoso.

### Etiqueta china
- Los palillos son los principales utensilios para comer en China. Antes de la comida la posición de los palillos debería estar a la derecha del cuenco, y después de la comida debería dejarlos en el medio bien colocados. Si necesitas usar otros utensilios para tomar comida de la fuente, hay que dejar primero los palillos.
- Durante la comida no puedes hacer sonidos con los palillos al cuenco porque eso lo hacían los mendigos de la calle para pedir algo de comer. Por otra parte, esta regla también tiene algo que ver con una antigua leyenda china:"el veneno Gu", en chino"蠱毒". "Gu" es un gusano venenoso artificial. La gente conservaba cientos de gusanos en un mismo cántaro cerrado y tras varios años lo abrieron y observaron que hubo uno vivo, el que se comió a los demás. Así que, el dicho superviviente era considerado como el más venenoso y le pusieron el nombre de "Gu". Para envenenar a un enemigo, solían mezclar el polvo de un "Gu" desecado junto con la comida del enemigo, maldiciendo a dicha persona mientras daban golpes al cuenco con los palillos.
- Los platos suelen prepararse de tal forma que cada trozo es del tamaño de un bocado, pues si fuese demasiado pequeño o demasiado grande para ser tomado con los palillos, entonces no estaría bien preparado.
- Tradicionalmente en China el arroz se sirve en cuencos. Estos se llevan a la boca y el arroz se desliza dentro de esta con la ayuda de los palillos. (Adviértase que esta costumbre es justo contraria a la japonesa). Si el arroz se sirviese en un plato, lo que resulta más común en Occidente, es aceptable y más práctico comerlo con tenedor o cuchara. Es bastante tedioso intentar tomar el arroz grano a grano, pero algunas personas intentarán hacerlo si no saben que no se espera que usen los palillos de esta forma.
- Los palillos siempre se dejan en el bastidor, no se puede colocar encima de una taza o un plato. Y si se caen al suelo sin querer, es obligado cambiarlos por otros nuevos.
- Durante la comida, si una vez has levantado los palillos con la intención de tomar algo de la fuente pero no sabes cuál elegir, no puedes darles vueltas por encima de los platos sin haber tomado algo.
- Está prohibido señalar a la gente con los palillos, se trata de un gesto de muy mala educación y significa como una burla.
- Los palillos no deben clavarse en un cuenco de arroz u otro alimento porque esta acción recuerda a una parte del rito funerario tradicional. Deben dejarse por tanto sobre el plato, juntos.
- Por higiene, los palillos pueden invertirse para usar los otros extremos al tomar comida de la fuente.

### Etiqueta japonesa

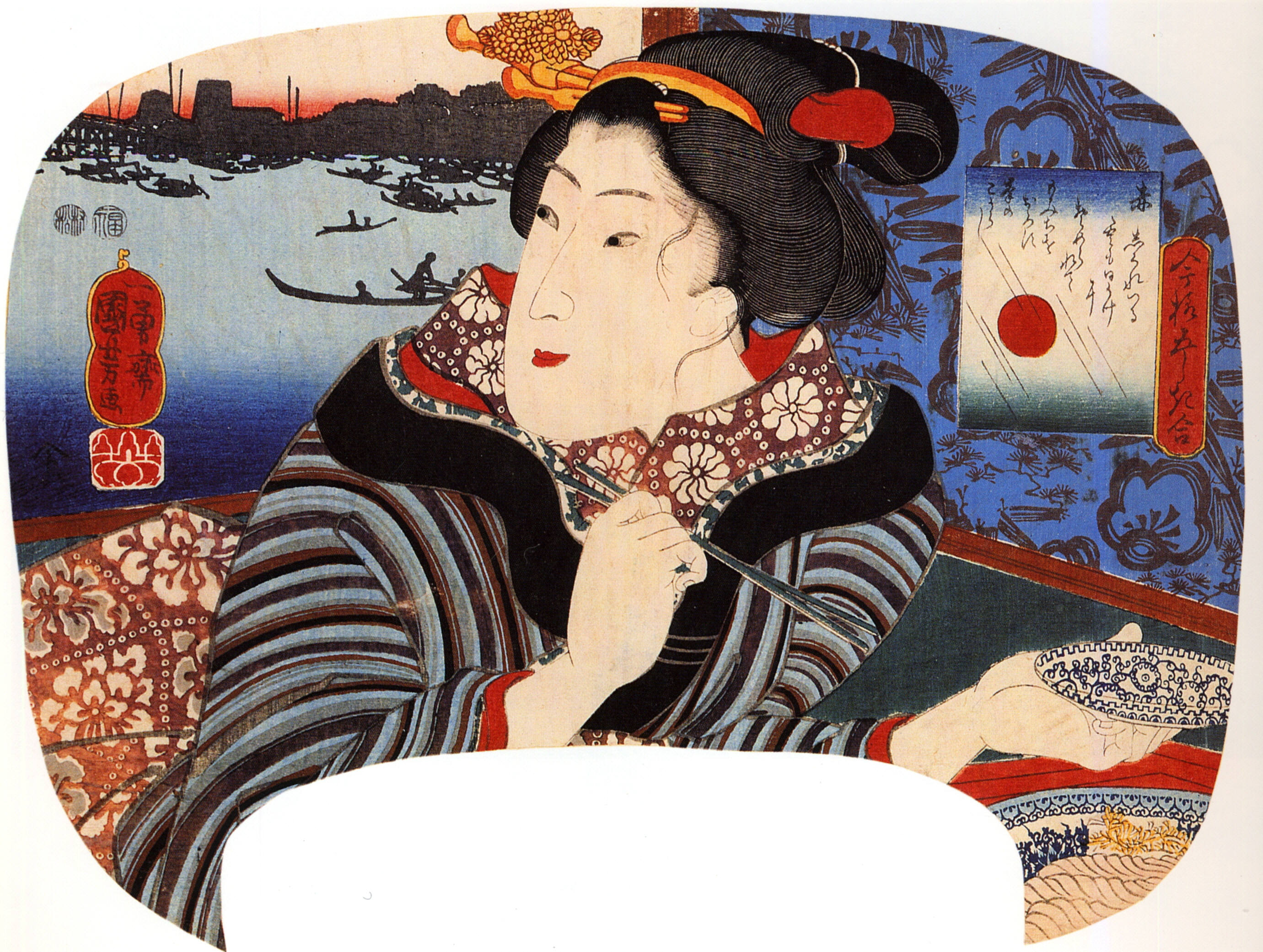
Palillos (hashi) japoneses, pintura de Utagawa Kuniyoshi.

En general los palillos deben usarse para comer y nada más. No señales o gesticules con ellos, y no los golpees contra ningún objeto para llamar la atención de alguien, ni los uses como baquetas.
- No se debe revolver  en los platos para escoger trozos de comida. Come siempre la parte superior y escoge lo que quieres comer antes de tomarlo con los palillos.
- No se debe pinchar o ensartar comida con los palillos.
- Nunca claves verticalmente los palillos en un cuenco de arroz (o de otro alimento, aunque el arroz es un caso particular, al recordar esta acción una parte del rito funerario).
- No se deben mover los platos usando los palillos.
- No chupes ni lamas los extremos de los palillos.
- No dejes caer la comida de los extremos de los palillos.
- No te metas la comida hasta el fondo de la boca con los palillos. Con la excepción de los cuencos de sopa, ningún otro plato o cuenco se lleva a la boca en Japón. Aunque el cuenco de arroz se sujeta mientras se come, nunca se lleva a la boca.
- Nunca toques la comida del plato común con los extremos afilados (los usados para comer) con los palillos, por motivos higiénicos. Usa el extremo romo para pasar comida del plato común al tuyo propio (pero nunca a la boca).
- Nunca uses los palillos para pasarle algo a los palillos de otro, ni al plato o cuenco de otros.
- Déjense los extremos puntiagudos de los palillos sobre un descansapalillos (denominado hashioki) cuando no se estén usando.

### Etiqueta coreana

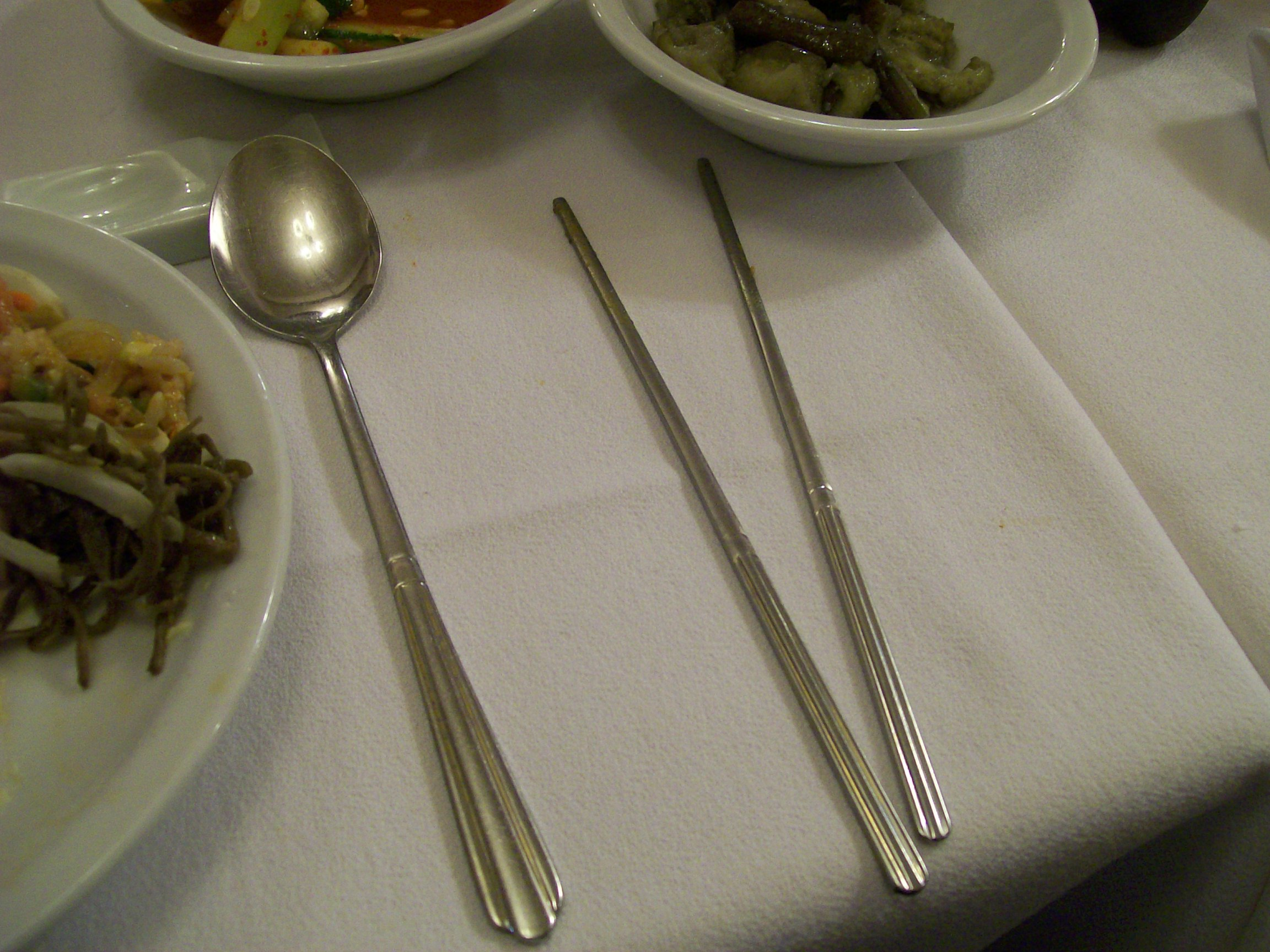
Palillos coreanos de metal y cuchara.

- Resulta obvio que la pequeña (y a veces deslizante) superficie de los palillos metálicos habitualmente usados en Corea hace que comer rápidamente resulte menos eficiente que con los palillos mayores. Por tanto, y a diferencia de la mayoría de los países de Extremo Oriente, los coreanos tienden a usar una cuchara para muchas de las cosas en las que se usaban los palillos. Es habitual usar una cuchara para el arroz y la sopa, y palillos para todo lo demás.

### Etiqueta vietnamita
- Igual que en China, el cuenco de arroz se lleva a la boca y el arroz se desliza dentro de la boca con la ayuda de los palillos.
- A diferencia de los platos chinos, es también factible usar palillos para tomar el arroz de un plato, como en el caso del arroz frito, porque el arroz vietnamita suele ser pegajoso.